# グリゴーリ・チュフライ
グリゴーリ・ナウーモヴィッチ・チュフライ（ロシア語: Григо́рий Нау́мович Чухра́й, ラテン文字転写: Grigorii Naumovich Chukhrai, 1921年5月23日 - 2001年10月28日）は、ソビエト連邦の軍人、映画監督・脚本家。息子は、同じく映画監督のパーヴェル・チュフライ。

## フィルモグラフィ
- 『女狙撃兵マリュートカ（ロシア語版、英語版）』 - Сорок первый （1956年、監督）
- 『誓いの休暇』 - Баллада о солдате （1959年、監督・脚本）
- 『晴れた空』 - Чистое небо （1961年、監督）
- 『君たちのことは忘れない』 - Трясина （1978年、監督・脚本）
- 『人生は素晴しい』 - Жизнь прекрасна （1980年、監督・脚本）